# Mitjaevia diana
Mitjaevia diana är en insektsart som först beskrevs av William Lucas Distant 1918.  Mitjaevia diana ingår i släktet Mitjaevia och familjen dvärgstritar. Inga underarter finns listade i Catalogue of Life.